# Rue Amiral-du-Chaffault
La rue Amiral-du-Chaffault est une voie de Nantes, en France.

## Situation et accès
Bitumée et ouverte à la circulation automobile, cette rue des quartiers Bellevue - Chantenay - Sainte-Anne et Dervallières - Zola, relie la rue Mellier à la rue Gutenberg, elle croise tout au long de ses presque 950 m une dizaine de voies, dont, à peu près en son milieu, le boulevard René-Coty, qui la scinde en deux parties, et qui est la limite entre les deux quartiers de Nantes qu'elle parcourt.

## Origine du nom
Louis Charles du Chaffault de Besné (1708-1794) est un noble, militaire ayant œuvré dans la « Royale », lieutenant de vaisseau sous Louis XV et lieutenant général des armées navales sous Louis XVI,.

## Historique
Entre 1790 et 1908, la rue marque la délimitation entre les communes de Nantes et Chantenay-sur-Loire, avant que la première englobe la seconde,.
Le premier nom connu est « Chemin des Bêtes », qui était une grande portion sud de la rue actuelle. À partir de 1858, ce nom change en « chemin de la Bigotière ».
Au nord du « vieux chemin de Couëron » (devenu rue de la Bourdonnais), la voie était appelée « chemin de Pilleux » ; pour éviter les confusions avec la rue de Pilleux voisine, l'appellation devient « rue Amiral-Du-Chaffault » en 1895, pour la partie entre le « vieux chemin de Couëron » et la rue de Plaisance. En 1910, le nom est étendu au « chemin de la Bigotière » pour ne former qu'une seule rue.
En 1947-1948, en face du nouveau cimetière Sainte-Anne, la « carrière Barré », devenue un étang peuplé de poissons, est comblée avec les gravats des immeubles détruits pendant la Seconde Guerre mondiale.
Au no 70, se trouvait une usine de bouchons à vis pour bouteilles. Occupant 318 personnes sur place en 1954 (sans compter les ouvrières à domicile payées à la pièce), elle est en activité jusque dans les années 1960. Le site, devenu magasin de vente de Hi-Fi-Vidéo, est démoli en 1997.
Pendant la municipalité d'Alain Chenard, en 1978, la partie sud de la rue est renommée « rue Maurice-Thorez », du nom de Maurice Thorez (1900-1964), ancien ministre et secrétaire général du Parti communiste français. Le maire suivant, Michel Chauty, fait revenir à l'ancien nom en 1983,,.

## Bâtiments remarquables et lieux de mémoire

### Cimetières
Après la décision prise, en 1846, par le conseil municipal de Chantenay-sur-Loire de restreindre les inhumations dans le cimetière Saint-Martin, Évariste Colombel, maire de Nantes, décide l'acquisition d'une tenue maraîchère appartenant à un certain Thomine, au lieu-dit « La Petite Hautière », au bord du chemin de la Bigotière (voir en Dénomination), pour créer le cimetière Saine-Anne. En 1887, celui-ci est agrandi.
Le lieu de sépulture est de nouveau saturé une dizaine d'années plus tard, et la municipalité nantaise acquiert, en 1898, des terrains un peu plus au nord dans la rue, mais sur la commune de Chantenay, pour permettre la création du cimetière Saine-Anne nouveau.

### Collège
Au no 62, se dresse le collège de Chantenay. Au début des années 1950, face à la saturation du petit lycée de Chantenay, annexe du lycée Georges-Clemenceau depuis 1911, la construction d'un établissement scolaire est décidée. L'ancienne demeure de Paul Bellamy (1866-1930), maire de Nantes de 1910 à 1928, est acquise, au no 66 de la rue. Les classes ouvrent en 1953. L'établissement est alors une annexe du lycée Jules-Verne. Il devient un collège en 1966. Les locaux ont bénéficié d'une rénovation en 2013-2014.